# 西ロウ駅
座標: 北緯23度3分51.8秒 東経113度13分56.2秒 / 北緯23.064389度 東経113.232278度
西塱駅（せいろうえき）は、中華人民共和国広東省広州市茘湾区にある、広州地下鉄1号線、10号線及び広仏線の駅。2018年までは西朗駅という名称だった。

## 利用可能な鉄道路線
広州地下鉄
■ 1号線
■ 10号線
仏山地下鉄
■ 広仏線

## 駅構造

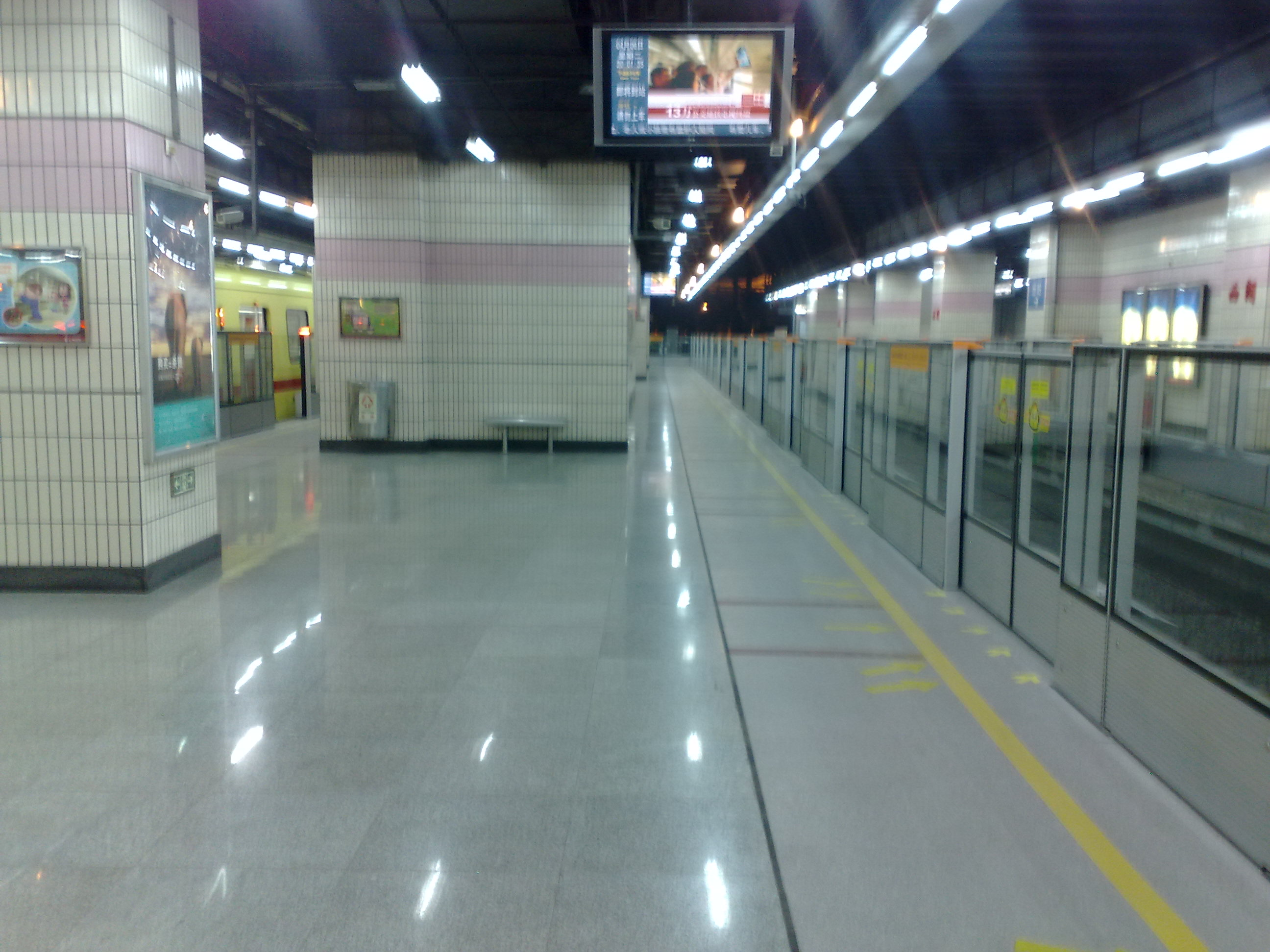
1号線のホーム

西塱駅は現在、3つの駅施設から構成されている。地上に位置する1号線の駅と、地下にある10号線および広仏線の駅である。駅全体はおおよそ逆「L」字型の構造となっており、1号線駅と10号線駅はほぼ平行に配置されている。3路線の間は、改札内連絡通路を通じて乗り換えが可能である。

### 広州1号線
1号線の部分は島式・相対式ホーム3面3線を有する地上駅。稼働式ホーム柵設置駅。
| 3階 | 事務フロア         | 事務室 |  |
| 2階 | コンコース ■ 1号線 | 改札口、自動券売機、サービスセンター、駅商店、駅警備室、セキュリティ 10号線 ・ 広仏線 へは乗換コンコース経由 |  |
| 1階 | 出入り口           | 改札口 |  |
|     | 1番線              | 相対式ホーム、降車専用、広仏線に乗る替えるか出場                                                             |  |
|     |                    | 1号線 坑口へ（広州東駅方面）                                                                                 |  |
|     | 2番線 3番線        | 島式ホーム、上車専用                                                                                         |  |
|     |                    | 1号線 坑口へ（広州東駅方面）                                                                                 |  |
|     | 4番線 5番線        | 島式ホーム、降車専用、広仏線に乗る替えるか出場                                                               |  |
|     |                    | 1号線 終点駅 降車ホーム                                                                                      |  |

### 10号線
10号線の駅施設は現在、計5層構造となっている。地上階は各出入口および1号線との連絡階、地下1階は乗換コンコース、地下2階は10号線のコンコース階、地下3階は設備フロア、地下4階は10号線のホーム階である。
| 1階     | 乗換階                       | 1号線 ・ 広仏線 へ                                         |                              |
| 地下1階 | 乗換階                       | 1号線 ・ 10号線 · 広仏線 へ                                |                              |
| 地下2階 | コンコース ■ 10号線          | 改札口、自動券売機、サービスセンター、駅商店、セキュリティ |                              |
| 地下3階 | 設備フロア                   | 駅設備                                                     |                              |
| 地下4階 | 相対式ホーム、右側の扉が開く | 相対式ホーム、右側の扉が開く                               | 相対式ホーム、右側の扉が開く |
|         | 9番線                        | 10号線 終点駅 降車ホーム                                   |                              |
|         | 8番線                        | 10号線 花囲へ（楊箕東方面）                                |                              |
|         | 相対式ホーム、右側の扉が開く |                                                            |                              |

### 広仏線
広仏線の駅施設は2層構造で、地下1階が広仏線のコンコース階、地下2階がホーム階となっている。
| 地下1階 | コンコース ■ 広仏線        | 改札口、自動券売機、サービスセンター、駅商店、セキュリティ 1号線 ・ 10号線 へは乗換コンコース経由 |  |
| 地下2階 | 7番線                      | 広仏線 菊樹へ（新城東方面）                                                                       |  |
|         | 島式ホーム、左側の扉が開く |                                                                                                   |  |
|         | 6番線                      | 広仏線 鶴洞へ（瀝滘方面）                                                                         |  |

## 歴史
- 1997年6月28日 - 広州地下鉄1号線の駅として開業[1]。また、当初の駅名は西朗駅であった。
- 2010年11月3日 - 広仏線の開業により、乗り換え駅となる[2]。
- 2018年12月28日 - 現在の駅名に改称される[3]。
- 2025年6月29日 - 10号線が開業[4]。

## 駅名について
当駅を建設した当時「塱」の字はコンピュータのUnicodeに収録されていなかったことから、発音が同じ「朗」の字で代用していた（広東語ではlong5、北京語ではlǎngと読む）。後に、「塱」の字がUnicodeに追加されたが、駅名を変更する費用面などの問題から暫くの間、改称が見送られてきた。
2018年8月10日に「西塱駅」に改名することを公表され、同年9月から地下鉄各駅で「西朗」の駅名表示を「西塱」に順次交換された。

## 駅周辺
- 文偉小学
- 麦村
- 西塱村委会
- 花地大道中
- 広州鋼鉄企業集団
- 華麗苑
- 金達大厦

### 路線バス
19，71，217，410，811，夜11，夜36

## 隣の駅
広州地下鉄
■ 1号線
西塱駅 101 - 坑口駅 102
■ 10号線
西塱駅 1001 - 花囲駅 1002
仏山地下鉄
■ 広仏線
菊樹駅 GF11 - 西塱駅 GF18 - 鶴洞駅 GF19